# Trésor de la langue française
El Trésor de la langue française (TLF) és un diccionari de la llengua francesa dels segles XIX i XX, en 16 volums (més un suplement). Va ser publicat en paper entre 1971 i 1994, data de publicació del darrer volum; l'any 2004 se'n publicà una versió en CD-ROM. Actualment, el centre de recerca "Analyse et traitement informatique de la langue française" (ATILF) n'ofereix una versió accessible en línia: el Trésor de la langue française informatisé (TLFi). El Trésor de la langue française (TLF) porta el subtítol Dictionnaire de la langue du XIXe et du XXe siècle (1789-1960).

## Història
Aquest diccionari estava destinat a substituir el "Dictionnaire de la langue française" d'Émile Littré. L'any 1960 Paul Imbs fundà el Centre de recherche pour un Trésor de la langue française (CRTLF), rebatejat després com a l'"Institut national de la langue française" (INALF), i a continuació convertit en la UMR d'"Analyse et traitement informatique de la langue française" (ATILF), que s'encarregà de reunir la documentació necessària per a la redacció i la publicació del TLF.
Els toms I a VII del Trésor de la langue française van ser publicats sota la direcció de Paul Imbs. Després de la jubilació del fundador, els toms VIII a XVI van ser elaborats sota la direcció de Bernard Quemada.

## Volums de la versió impresa
- 1971 : vol. 1 - A-Affiner, CXXXIV-878
- 1973 : vol. 2 - Affinerie-Anfractuosité, XIX-987
- 1974 : vol. 3 - Ange-Badin, XXIV-1206 ISBN 2-222-01623-1
- 1975 : vol. 4 - Badinage-Cage, XXIV-1166 ISBN 2-222-01714-9
- 1977 : vol. 5 - Cageot-Constat, XXIV-1425 ISBN 2-222-01977-X
- 1978 : vol. 6 - Constatation-Désobliger, XVI-1308 ISBN 2-222-02156-1
- 1979 : vol. 7 - Désobstruer-Épicurisme, XXIII-1343 ISBN 2-222-02383-1
- 1980 : vol. 8 - Épicycle-Fuyard, XIX-1364 ISBN 2-222-02670-9
- 1981 : vol. 9 - G-Incarner, XVIII-1338 ISBN 2-222-03049-8
- 1983 : vol. 10 - Incartade-Losangique, XXI-1381 ISBN 2-222-03269-5
- 1985 : vol. 11 - Lot-Natalité, XVIII-1339 ISBN 2-07-077011-7
- 1986 : vol. 12 - Natation-Pénétrer, XIX-1337 ISBN 2-07-077012-5
- 1988 : vol. 13 - Pénible-Ptarmigan, XIX-1449 ISBN 2-07-077013-3
- 1990 : vol. 14 - Ptère-Salaud, XVII-1451 ISBN 2-07-077014-1
- 1992 : vol. 15 - Sale-Teindre, XVIII-1451 ISBN 2-07-077015-X
- 1994 : vol. 16 - Teint-Zzz, XVIII-1452 ISBN 2-07-077016-8